# Katrin Flüs
Katrin Flüs (anhörenⓘ; * 22. September 1990 in Palmeira) ist eine brasilianisch-deutsche Schauspielerin.

## Leben
Flüs studierte von 2011 bis 2015 Schauspiel an der Hochschule für Musik und Darstellende Kunst Frankfurt am Main. Seitdem spielt sie an Theatern wie der Neue Bühne Senftenberg, dem Staatstheater Meiningen, Staatstheater Saarbrücken, Hessisches Landestheater Marburg und dem Schauspiel Frankfurt.

## Filmografie
- 2013: Temperament (Kurzfilm)
- 2013: Der kleinste Mensch der Welt (Kurzfilm)
- 2014: Dobermann (Kurzfilm)
- 2015: Paradies
- 2016: Auf einmal ist es Morgen – Pflege der Zukunft (Kurzfilm)
- 2017: Freibadsinfonie (Kurzfilm)
- 2017: Sergeant Pepper
- 2018: Clark of Green Gables (Kurzfilm)
- 2018: Die Spezialisten – Im Namen der Opfer (Fernsehserie)
- 2018: König der Siebenschläfer
- 2020: SOKO Wismar (Fernsehserie)
- 2020, 2022: SOKO Leipzig (Fernsehserie)
- 2022: Bettys Diagnose (Fernsehserie)

## Theater
- 2013: Penthesilea (Frankfurt LAB)
- 2013: Kean (Frankfurt LAB)
- 2014: Ready for boarding – oder Goethe war auch schon da (Hessisches Landestheater Marburg)
- 2014: Punk Rock – Simon Stephens (Schauspiel Frankfurt, Regie: Fabian Gerhardt)
- 2014: Der Kick (Schauspiel Frankfurt)
- 2015: The Black Rider. The Casting of the Magic Bullets – Daniel Pfluger (Saarländisches Staatstheater Saarbrücken)
- 2015–2016: Nichts-Was im Leben wichtig ist – Janne Teller (Meininger Staatstheater, Regie: Gabriela Gillert)
- 2015–2016: Titanic (Staatstheater Saarbrücken, Regie: Klaus Gehre)
- 2016: Birkenbiegen (Neue Bühne Senftenberg, Regie: Samia Chancrin)
- 2017: Sterne über Senftenberg – Fritz Kater (Neue Bühne Senftenberg, Regie: Dominic Friedel)
- 2017: BabylonPogo (Korso.Op-Kollektiv, Regie: Grigory Shklyar)